# Perissus multifenestratus
Perissus multifenestratus là một loài bọ cánh cứng trong họ Cerambycidae.